# 로바타현

로바타 현의 위치

로바타현(포르투갈어: Distrito de Lobata)은 상투메 프린시페 상투메 섬에 위치한 현으로, 현도는 구아달루프이며 면적은 105km2, 인구는 19,365명(2012년 기준)이다.